# Guma do żucia

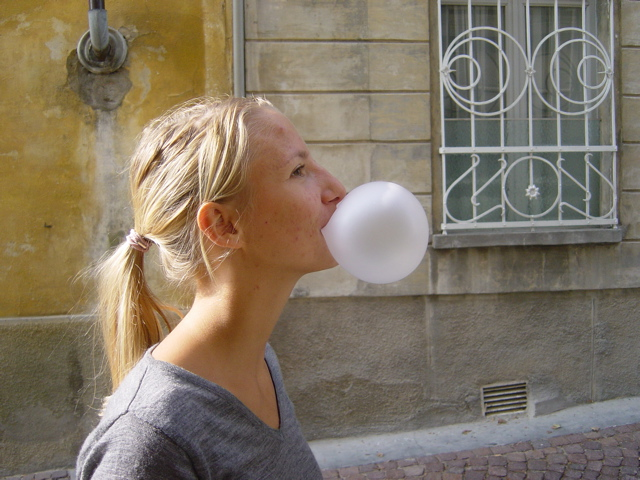
Balon z gumy do żucia

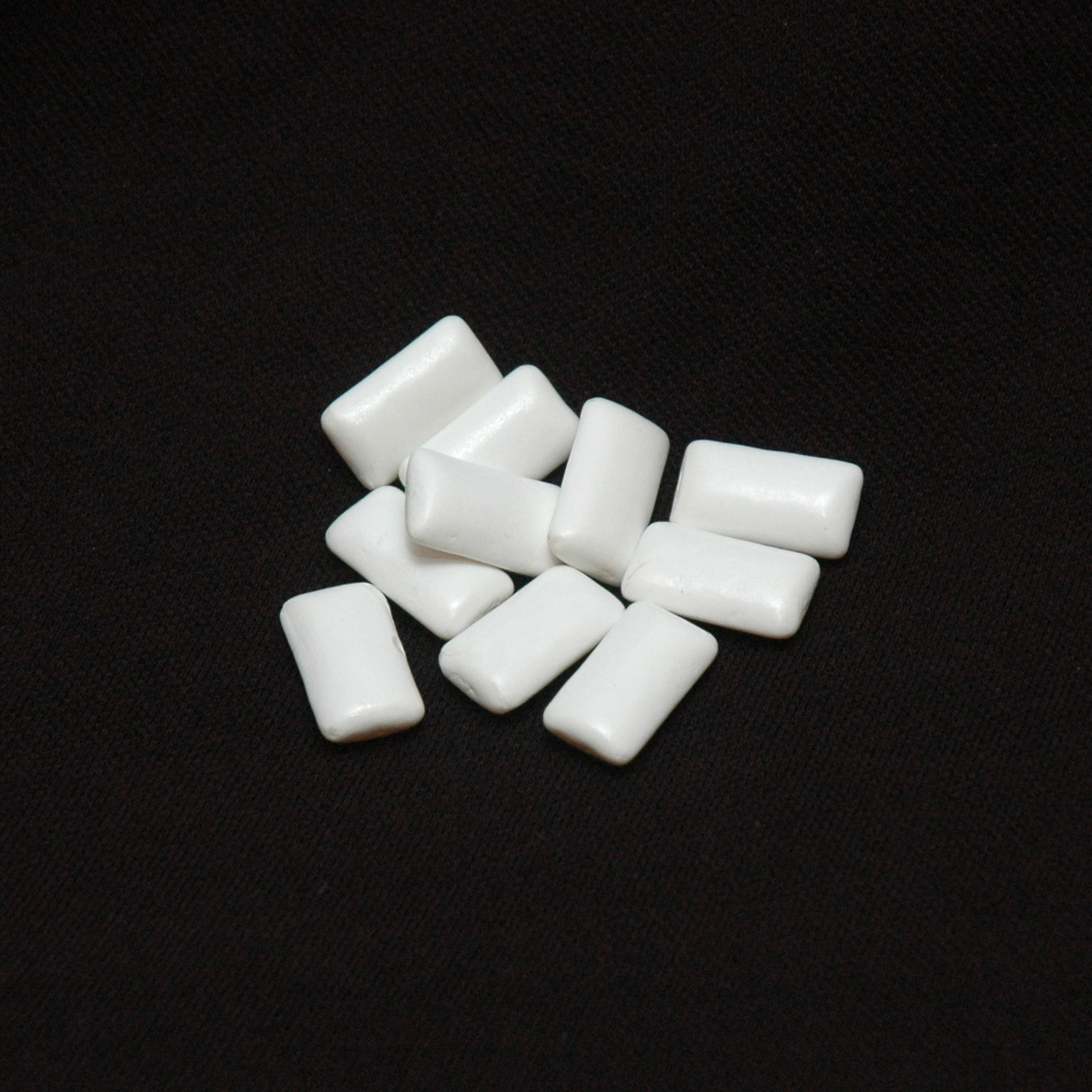
Guma do żucia w postaci drażetek

Guma do żucia – rodzaj przekąski przeznaczony do żucia, a nie łykania. Wykonywana jest z masy gumowej, cukru pudru i syropu skrobiowego, substancji aromatycznych, smakowych i barwiących. W zależności od użytej gumy, dzieli się na zwykłą i balonową. Pod względem sposobu produkcji guma dzieli się na pełną, drażerowaną (powleczoną masą cukrową) i nadziewaną.

## Kontrowersje
Lekarze na temat gumy do żucia wypowiadają się niejednoznacznie. Według ortodontów żucie gumy prowadzi do przerostu mięśnia żwacza, odpowiadającego za poruszanie żuchwą. Ponadto długotrwałe i częste żucie gumy powoduje zwiększone wydzielanie soków żołądkowych, co z kolei może prowadzić do podrażnienia jelit. Z drugiej zaś strony żucie gumy przez co najmniej 20 minut pomaga w lekkim stopniu chronić zęby przed próchnicą i neutralizuje nieprzyjemny zapach z ust. Poza tym pomaga usuwać resztki jedzenia z jamy ustnej.